# 1. ŽNL Bjelovarsko-bilogorska 2005./06.
Ovaj članak je podtema članka: 4. rang HNL-a 2005./06.

1. ŽNL Bjelovarsko-bilogorska u sezoni 2005./06. je predstavljala prvi stupanj županijske lige u Bjelovarsko-bilogorskoj županiji, te ligu četvrtog stupnja hrvatskog nogometnog prvenstva. 
 
Sudjelovalo je 14 klubova, a ligu je osvojio "Garić" iz Garešnice.  
 
Reorganizacijom ligaško sustava za sezonu 2006./07., 1. ŽNL Bjelovarsko-bilogorska je postala ligom petog stupnja.  

## Sustav natjecanja
14 klubova je igralo dvokružnu ligu (26 kola). 

## Ljestvica
| mj. | klub                             | ut. | pob. | ner. | por. | gol+ | gol- | bod |
| --- | -------------------------------- | --- | ---- | ---- | ---- | ---- | ---- | --- |
| 1.  | Garić Garešnica                  | 26  | 20   | 5    | 1    | 105  | 27   | 65  |
| 2.  | Čazma                            | 26  | 19   | 3    | 4    | 88   | 34   | 60  |
| 3.  | Ribar Končanica                  | 26  | 18   | 3    | 5    | 89   | 47   | 57  |
| 4.  | Zdenka 91 Veliki Zdenci          | 26  | 14   | 4    | 8    | 68   | 44   | 46  |
| 5.  | Kamen Sirač                      | 26  | 14   | 3    | 9    | 59   | 30   | 45  |
| 6.  | Draganec (Gornji Draganec)       | 26  | 13   | 5    | 8    | 65   | 45   | 44  |
| 7.  | Hajduk Hercegovac                | 26  | 10   | 7    | 9    | 52   | 43   | 37  |
| 8.  | Bilogorac Veliko Trojstvo        | 26  | 8    | 2    | 16   | 27   | 53   | 26  |
| 9.  | Ivanska                          | 26  | 6    | 6    | 14   | 34   | 54   | 24  |
| 10. | Dinamo Predavac                  | 26  | 7    | 3    | 16   | 35   | 75   | 24  |
| 11. | Rovišće                          | 26  | 8    | 0    | 18   | 40   | 83   | 24  |
| 12. | Brestovac (Garešnički Brestovac) | 26  | 9    | 5    | 15   | 41   | 78   | 23  |
| 13. | BŠK Brezovac                     | 26  | 6    | 5    | 15   | 37   | 90   | 23  |
| 14. | Bilogora Kapela                  | 26  | 6    | 3    | 17   | 35   | 72   | 21  |

## Rezultatska križaljka
| kratica | klub                             | BIL | BILOC | BRE | BŠK | ČAZ | DIN | DRA | GAR | HAJ | IVA | KAM | RIB | ROV | ZDE |
| --- | -------------------------------- | --- | ----- | --- | --- | --- | --- | --- | --- | --- | --- | --- | --- | --- | --- |
| BIL | Bilogora Kapela                  |     |       |     |     |     |     |     |     |     |     |     |     |     |     |
| BILOC | Bilogorac Veliko Trojstvo        |     |       |     |     |     |     |     |     |     |     |     |     |     |     |
| BRE | Brestovac (Garešnički Brestovac) |     |       |     |     |     |     |     |     |     |     |     |     |     |     |
| BŠK | BŠK Brezovac                     |     |       |     |     |     |     |     |     |     |     |     |     |     |     |
| ČAZ | Čazma                            |     |       |     |     |     |     |     |     |     |     |     |     |     |     |
| DIN | Dinamo Predavac                  |     |       |     |     |     |     |     |     |     |     |     |     |     |     |
| DRA | Draganec (Gornji Draganec)       |     |       |     |     |     |     |     |     |     |     |     |     |     |     |
| GAR | Garić Garešnica                  |     |       |     |     |     |     |     |     |     |     |     |     |     |     |
| HAJ | Hajduk Hercegovac                |     |       |     |     |     |     |     |     |     |     |     |     |     |     |
| IVA | Ivanska                          |     |       |     |     |     |     |     |     |     |     |     |     |     |     |
| KAM | Kamen Sirač                      |     |       |     |     |     |     |     |     |     |     |     |     |     |     |
| RIB | Ribar Končanica                  |     |       |     |     |     |     |     |     |     |     |     |     |     |     |
| ROV | Rovišće                          |     |       |     |     |     |     |     |     |     |     |     |     |     |     |
| ZDE | Zdenka 91 Veliki Zdenci          |     |       |     |     |     |     |     |     |     |     |     |     |     |     |
| |                                  |     |       |     |     |     |     |     |     |     |     |     |     |     |     |
| podebljan rezultat - utakmice od 1. do 13. kola (1. utakmica između klubova) rezultat normalne debljine - utakmice od 14. do 26. kola (2. utakmica između klubova) rezultat nakošen - nije vidljiv redoslijed odigravanja međusobnih utakmica iz dostupnih izvora rezultat smanjen * - iz dostupnih izvora nije uočljiv domaćin susreta prekrižen rezultat - poništena ili brisana utakmica p - utakmica prekinuta 3:0 p.f. / 0:3 p.f. - rezultat 3:0 bez borbe n.i. - nije igrano |                                  |     |       |     |     |     |     |     |     |     |     |     |     |     |     |

 Izvori: 

## Povzani članci
- 1. ŽNL Bjelovarsko-bilogorska
- 2. ŽNL Bjelovarsko-bilogorska 2005./06.
- 3. HNL – Sjever 2005./06.
- 1. ŽNL Virovitičko-podravska 2005./06.

## Vanjske poveznice
- nsbbz.hr, Nogometni savez Bjelovarsko-bilogorske županije